# اروینگ گافمن
اروینگ گافمن (به انگلیسی: Erving Goffman) (زادهٔ ۱۱ ژوئن ۱۹۲۲ - مرگ ۱۹ نوامبر ۱۹۸۲) جامعه‌شناس آمریکاییِ زادهٔ کاناداست. مشهورترین اثرش نمود خود در زندگی روزمره نام دارد.

## زندگی
گافمن در ۱۱ ژوئن ۱۹۲۲ در یکی از شهرهای ایالت آلبرتای کانادا به دنیا آمد. تحصیلات خود را تا مقطع لیسانس در دانشگاه تورنتو گذراند و سپس به آمریکا مهاجرت کرد. مدارک فوق لیسانس و دکترای خود را به ترتیب در سال‌های ۱۹۴۹ و ۱۹۵۳ از دانشگاه شیکاگو در دو رشتهٔ جامعه‌شناسی و انسان‌شناسی اجتماعی دریافت کرد. از سال ۱۹۵۸ به عضویت هیئت علمی گروه جامعه‌شناسی سیاسی دانشگاه برکلی در کالیفرنیا درآمد و ظرف مدت کمتر از چهار سال به درجهٔ استاد تمامی رسید. وی تا سال ۱۹۶۸ در دانشگاه برکلی ماند و در آنجا در کنار چهره‌های سرشناسی همچون دیوید ماتزا، کینگزلی دیویس، نیل اسملسر، و همچنین هربرت بلومر، یکی از قوی‌ترین گروه‌های جامعه‌شناسی دههٔ ۱۹۶۰ آمریکا را تشکیل داد.
در سال ۱۹۶۸ با قبول عنوان استادی در رشته‌های جامعه‌شناسی و انسان‌شناسی به دانشگاه پنسیلوانیا رفت و تا پایان عمر در آنجا به فعالیت خود ادامه داد. گافمن در سال ۱۹۸۱، یک سال قبل از مرگش، در شرایطی به ریاست انجمن جامعه‌شناسی آمریکا برگزیده شد که به علت بیماری و وخامت اوضاع جسمی قادر به ایراد خطابه ریاستش نبود.

## نظریات
اروینگ گافمن، یکی از معروف‌ترین نظریه پردازان کنش متقابل نمادین است. نظریهٔ او اگرچه عمدتاً دربارهٔ ارتباط رو در رو در گفتگوی روزمره و نیز مکالمات تلفنی است، اما می‌تواند برای اَشکال رسانه ای تعامل و ارتباط نیز مورد توجه و استفاده قرار بگیرد.
وی در کتاب معرفیِ خود در زندگی روزمره (۱۹۹۰)، معرفیِ خود را شیوه‌هایی می‌داند که افراد و گروه‌ها برای عمل کردن و بیان و معرفی خودشان به دیگران به کار می‌گیرند. انسان‌ها ذاتاً خواهان دوست داشتن و دوست داشته شدن هستند. به علاوه، وقتی یک فرد یا بازیگر، نقشی را برای مخاطب در مواقع متفاوت بازی می‌کند، احتمالاً نوعی روابط اجتماعی را شکل می‌دهد.